# 篱笆房站
篱笆房站是一个位于中国北京市房山区长阳镇长于北大街与京良路交叉口的长于北桥南侧，属于北京地铁房山线的地铁车站。

## 位置
该站位于长阳镇， 京良路南侧的长于北大街上。

## 结构

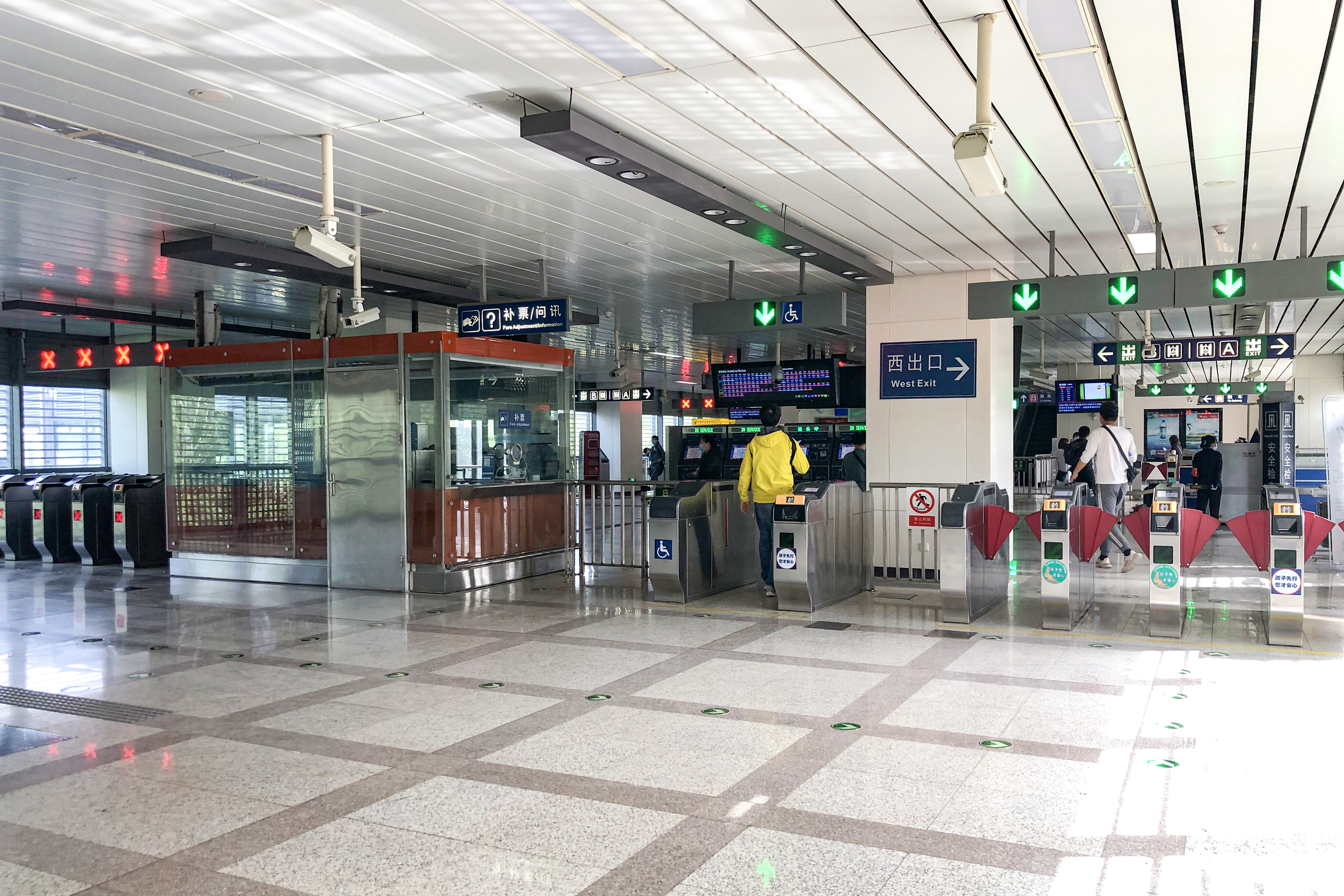
站厅（2021年5月摄）

该站为高架车站，岛式站台设计。有4个出口：A1、A2（西），B1、B2（东）。

### 车站楼层
| 地上三层 站台层 |                            | █ 房山线非跨线车往东管头南／跨线车往国家图书馆 ( █ 9号线) （长阳） |
| 地上三层 站台层 | 岛式站台，左側開门         |                                                                    |
| 地上三层 站台层 | █ 房山线往阎村东（广阳城） |                                                                    |
| 地上二层 站厅层 | 站厅                       | 客务中心、自动售票机、进出站闸机                                   |
| 地面层          | 出入口                     | A－B出入口                                                         |

站台两端的主题艺术墙《岁月留痕》和《地质原源》使用房山自产石材建造，借由石材的天然肌理展现房山世界地质公园的壮阔景致，其中《岁月留痕》附有对房山世界地质公园的简要介绍：
|  | 北京房山世界地质公园位于北京市西南约四十公里（处），总面积约953.95平方公里。 （它）展现了中国华北地区数十亿年来的地球演化发展史，记录了自太古代—元古代—古生代—中生代—新生代各个地质年代的动荡变迁，是一个浩瀚的天然地质博物馆。它是世界唯一位于国家首都内的世界地质公园。 |

- 站台主题艺术墙《岁月留痕》
- 站台主题艺术墙《地质原源》

## 出入口
|                           |                    |                                                |      |            |  |
| 编号                      | 指示               | 建议前往的目的地                               | 图片 | 无障碍设施 |  |
| 出口 · A · 1 · 升降机标志 | 长于北大街（西侧） | 篱笆房枢纽站、长兴路、首创芭蕾雨悦郡、长阳公园 |      |            |  |
| 出口 · A · 2              | 长于北大街（西侧） | 京良路（南侧）、首创奥特莱斯                   |      | 不適用     |  |
| 出口 · B · 1 · 升降机标志 | 长于北大街（东侧） | 京良路（南侧）、P+R停车场                      |      |            |  |
| 出口 · B · 2              | 长于北大街（东侧） | P+R停车场                                      |      | 不適用     |  |
| 註： 設有                 |                    |                                                |      |            |  |